# Euphthiracarus fusulus
Euphthiracarus fusulus är en kvalsterart som beskrevs av Wojciech Niedbała 200. Euphthiracarus fusulus ingår i släktet Euphthiracarus och familjen Euphthiracaridae. Inga underarter finns listade i Catalogue of Life.